# Pittsburgh Steelers 2021
La stagione 2021 dei Pittsburgh Steelers è stata la 89ª della franchigia nella National Football League (NFL) e la 15ª con Mike Tomlin come capo-allenatore. Nell'ultima stagione di Ben Roethlisberger prima del ritiro, la squadra terminò seconda nella propria division con un record di 9-7-1. Nei playoff fu eliminata nel primo turno dai Kansas City Chiefs.

## Scelte nel Draft 2021
| Scelte degli Steelers nel Draft 2021 |        |                     |       |              |                                    |
| Giro                                 | Scelta | Giocatore           | Ruolo | College      | Note                               |
| 1                                    | 24     | Najee Harris        | RB    | Alabama      |                                    |
| 2                                    | 55     | Pat Freiermuth      | TE    | Penn State   |                                    |
| 3                                    | 87     | Kendrick Green      | C     | Illinois     |                                    |
| 4                                    | 128    | Dan Moore Jr.       | OT    | Texas A&M    |                                    |
| 4                                    | 140    | Buddy Johnson       | ILB   | Texas A&M    | Scelta compensatoria               |
| 5                                    | 156    | Isaiahh Loudermilk  | DT    | Wisconsin    | da Dallas via Philadelphia e Miami |
| 6                                    | 216    | Quincy Roche        | OLB   | Miami        | da Tampa Bay                       |
| 7                                    | 245    | Tre Norwood         | CB    | Oklahoma     | da Miami                           |
| 7                                    | 254    | Pressley Harvin III | P     | Georgia Tech | da Baltimore                       |

## Roster
| Roster dei Pittsburgh Steelers nel 2021 |
| --- |
| Quarterback - 3 Dwayne Haskins - 7 Ben Roethlisberger - 2 Mason Rudolph Running Back - 29 Kalen Ballage - 22 Najee Harris - 24 Benny Snell - 44 Derek Watt FB Wide Receiver - 11 Chase Claypool - 18 Diontae Johnson - 14 Ray-Ray McCloud RS - 19 JuJu Smith-Schuster - 13 James Washington Tight End - 85 Eric Ebron - 88 Pat Freiermuth - 81 Zach Gentry Offensive Linemen - 79 Rashaad Coward G - 69 Kevin Dotson G - 67 B.J. Finney C - 53 Kendrick Green C - 71 Joe Haeg T - 60 J.C. Hassenauer C - 65 Dan Moore T - 76 Chukwuma Okorafor T - 51 Trai Turner G Defensive Linemen - 94 Tyson Alualu NT - 96 Isaiah Buggs NT - 73 Carlos Davis NT - 97 Cameron Heyward DE - 92 Isaiahh Loudermilk DE - 99 Henry Mondeaux DE - 95 Chris Wormley DE Linebacker - 27 Marcus Allen ILB - 55 Devin Bush Jr. ILB - 54 Ulysees Gilbert ILB - 56 Alex Highsmith OLB - 8 Melvin Ingram OLB - 51 Buddy Johnson ILB - 44 Jamir Jones OLB - 45 Joe Schobert ILB - 41 Robert Spillane ILB - 90 T.J. Watt OLB Defensive Back - 34 Terrell Edmunds SS - 39 Minkah Fitzpatrick FS - 23 Joe Haden CB - 28 Miles Killebrew SS - 31 Justin Layne CB - 35 Arthur Maulet SS - 21 Tre Norwood FS - 42 James Pierre CB - 20 Cameron Sutton CB - 25 Ahkello Witherspoon CB Special Team - 9 Chris Boswell K - 6 Pressley Harvin III P - 46 Christian Kuntz LS Lista delle riserve - 30 DeMarkus Acy CB (IR) - 72 Zach Banner T (IR) - 25 Antoine Brooks SS (IR) - 93 Demarcus Christmas DE (IR) - 5 Joshua Dobbs QB (IR) - 26 Anthony McFarland Jr. RB (IR) - 91 Stephon Tuitt DE (IR) Squadra di allenamento - -- Daniel Archibong DE - 84 Rico Bussey WR - 33 Trey Edmunds RB - 17 Mark Gilbert CB - 74 Chaz Green OT - -- Karl Joseph SS - 77 John Leglue OT - -- Christian Miller OLB - 64 Malcolm Pridgeon G - 87 Kevin Rader TE - 38 Jaylen Samuels RB - -- Steven Sims WR - 26 Donovan Stiner S - -- Derrek Tuszka OLB - 15 Cody White WR 53 attivi, 7 inattivi, 15 nella squadra di allenamento |
| Legenda - I rookie sono in corsivo. - Il primo ruolo è il principale mentre gli eventuali successivi indicano i ruoli secondari. - (IR) sta per Injured Reserve ed indica la lista ristretta per un solo giocatore infortunato che può tornare ad allenarsi dopo la settimana 6 e a rientrare in prima squadra dopo che questa ha giocato 8 partite. - (NF-Inj.) / (NF-Ill.) stanno rispettivamente per Non-Football Injured e Non-Football Illness ed indicano le liste dove viene inserito un giocatore che ha un infortunio o una malattia non dipendente dal football americano. - (PUP) sta per Physically Unable to Perform ed indica la lista dove viene inserito un giocatore mentre è in attesa di recuperare la condizione fisica. Nella stagione regolare dopo la sesta partita giocata dalla propria squadra, il giocatore ha tempo tre settimane per riprendere ad allenarsi, più tre settimane aggiuntive dal suo rientro agli allenamenti per rientrare in prima squadra. |

## Calendario
| Stagione regolare |                    |                         |                    |                    |                     |                    |
| Turno             | Data               | Avversario              | Risultato          | Record             | Stadio              | Sintesi            |
| 1                 | 12 settembre       | at Buffalo Bills        | V 23–16            | 1–0                | Highmark Stadium    | Recap              |
| 2                 | 19 settembre       | Las Vegas Raiders       | S 17−26            | 1–1                | Heinz Field         | Recap              |
| 3                 | 26 settembre       | Cincinnati Bengals      | S 10–24            | 1–2                | Heinz Field         | Recap              |
| 4                 | 3 ottobre          | at Green Bay Packers    | S 17–27            | 1–3                | Lambeau Field       | Recap              |
| 5                 | 10 ottobre         | Denver Broncos          | V 27–19            | 2–3                | Heinz Field         | Recap              |
| 6                 | 17 ottobre         | Seattle Seahawks        | V 23–20 (dts)      | 3–3                | Heinz Field         | Recap              |
| 7                 | Settimana di pausa | Settimana di pausa      | Settimana di pausa | Settimana di pausa | Settimana di pausa  | Settimana di pausa |
| 8                 | 31 ottobre         | at Cleveland Browns     | V 15–10            | 4–3                | FirstEnergy Stadium | Recap              |
| 9                 | 8 novembre         | Chicago Bears           | V 29–27            | 5–3                | Heinz Field         | Recap              |
| 10                | 14 novembre        | Detroit Lions           | P 16–16 (dts)      | 5–3–1              | Heinz Field         | Recap              |
| 11                | 21 novembre        | at Los Angeles Chargers | S 37–41            | 5–4–1              | SoFi Stadium        | Recap              |
| 12                | 28 novembre        | at Cincinnati Bengals   | S 10–41            | 5–5–1              | Paul Brown Stadium  | Recap              |
| 13                | 5 dicembre         | Baltimore Ravens        | V 20–19            | 6–5–1              | Heinz Field         | Recap              |
| 14                | 9 dicembre         | at Minnesota Vikings    | S 28–36            | 6–6–1              | U.S. Bank Stadium   | Recap              |
| 15                | 19 dicembre        | Tennessee Titans        | V 19–13            | 7–6–1              | Heinz Field         | Recap              |
| 16                | 26 dicembre        | at Kansas City Chiefs   | S 10–36            | 7–7–1              | Arrowhead Stadium   | Recap              |
| 17                | 3 gennaio          | Cleveland Browns        | V 26–14            | 8–7–1              | Heinz Field         | Recap              |
| 18                | 9 gennaio          | at Baltimore Ravens     | V 16–13 (dts)      | 9–7–1              | M&T Bank Stadium    | Recap              |

Note: gli avversari della propria division sono in grassetto.

### Playoff
| Playoff   |                 |                           |           |        |                   |         |
| Turno     | Data            | Avversario (seed)         | Risultato | Record | Stadio            | Sintesi |
| Wild Card | 16 gennaio 2022 | at Kansas City Chiefs (2) | S 21–42   | 0–1    | Arrowhead Stadium | Recap   |

## Premi
- T.J. Watt

difensore dell'anno

### Premi settimanali e mensili
- T.J. Watt

difensore della AFC della settimana 6
difensore della AFC della settimana 13
difensore della AFC della settimana 17
- Najee Harris

rookie offensivo del mese di ottobre